# David Odonkor
David Odonkor, född 21 februari 1984 i Bünde, är en tysk före detta fotbollsspelare, vars position är offensiv ytter på högre eller vänster sida. Odonkor har som professionell fotbollsspelare spelat i Borussia Dortmund och Real Betis, och även deltagit i VM 2006 där han byttes in i ett antal matcher.
Odonkor är mest känd för sin extrema snabbhet och acceleration. Han har också haft många skador.
Odonkor har tysk mor och ghanansk far.